# Asaphidion
Asaphidion — рід турунів з підродини трехін. 
Описано близько 40 видів; поширені в Європі, Азії, Канаді та Марокко.
Характерні ознаки для представників роду:
- Верхня сторона тіла в тонких прилеглих волосках, які утворюють плямистий малюнок;
- Пунктировка (крихітні ямки) на надкрилах сплутані;
- На надкрилах немає впорядкованих бороздно і точкових рядів; без пришовної борозенки;
- Очі сильно опуклі, зверху злегка прикриті лопастевидними виростами лоба;
- голова, включаючи очі, ширше ширини передньоспинки;
- Передньоспинка невелика, серцеподібна, у густій пунктировці і волосках.